# No Gain No Love
No Gain No Love (koreanischer Originaltitel: 손해 보기 싫어서) ist eine südkoreanische Serie, die von der Produktionsfirma Bon Factory umgesetzt wurde. Die Erstausstrahlung der Serie fand vom 26. August 2024 bis zum 1. Oktober 2024 auf dem südkoreanischen Fernsehsender tvN statt. Kurz nach ihrer TV-Ausstrahlung in Südkorea wurden die einzelnen Episoden der Serie im deutschsprachigen Raum auf Prime Video veröffentlicht.

## Handlung
Im Mittelpunkt der Handlung steht die ungewöhnliche Liebesgeschichte zwischen der Angestellten Son Hae-yeong und dem Verkäufer Kim Ji-uk, die aus unterschiedlichen Gründen beschließen, mit dem jeweils anderen eine Scheinehe einzugehen.

## Besetzung und Synchronisation
Die deutschsprachige Synchronisation entstand nach den Dialogbüchern von Anna Ewelina, Claudia Kahnmeyer, DeeDee C. Epp, Carina Krause, Stephanie Kellner und Andrea Pichlmaier sowie unter der Dialogregie von Anna Ewelina, Nina Kapust und Daniel Schlauch durch die Synchronfirma Iyuno Germany in München.
| Rolle           | Schauspieler   | Synchronsprecher   |
| --------------- | -------------- | ------------------ |
| Son Hae-yeong   | Shin Mina      | Katharina Friedl   |
| Kim Ji-uk       | Kim Young-dae  | Nicolai Mondschein |
| Bok Gyu-hyun    | Lee Sang-yi    | Felix Auer         |
| Nam Ja-yeon     | Han Ji-hyun    | Kerstin Dietrich   |
| Yeo Ha-jun      | Lee You-jin    | Daniel Schlauch    |
| Cha Hui-seong   | Joo Min-kyung  | Laura Preiss       |
| Gong Eun-yeong  | Kim Hye-hwa    | Janina Dietz       |
| Ahn U-jae       | Go Wook        | Leonard Hohm       |
| Kwon I-rin      | Jeon Hye-won   | Anna Ewelina       |
| Bok Gi-ho       | Choi Jin-ho    | Philipp Moog       |
| Seon Jeong-a    | Lee Il-hwa     | Angela Wiederhut   |
| Yoon Tae-hyeong | Heo Jung-min   | Julian Manuel      |
| Cho Min-ji      | Choi Hye-jin   | Johanna Neumann    |
| Nam Chang-il    | Lee Do-guk     | Uwe Thomsen        |
| Jung Su-a       | Park Se-wan    | Lara Wurmer        |
| Marktleiter     | Kim Yong-myung | Matthias Kupfer    |

## Episodenliste
| Nr. | Deutscher Titel | Originaltitel | Erstausstrahlung (Südkorea) | Deutschsprachige Erstveröffentlichung (D/A/CH) |
| --- | --------------- | ------------- | --------------------------- | ---------------------------------------------- |
| 1   | Folge 1         | 1화           | 26. Aug. 2024               | 26. Aug. 2024                                  |
| 2   | Folge 2         | 2화           | 27. Aug. 2024               | 27. Aug. 2024                                  |
| 3   | Folge 3         | 3화           | 2. Sep. 2024                | 2. Sep. 2024                                   |
| 4   | Folge 4         | 4화           | 3. Sep. 2024                | 3. Sep. 2024                                   |
| 5   | Folge 5         | 5화           | 9. Sep. 2024                | 9. Sep. 2024                                   |
| 6   | Folge 6         | 6화           | 10. Sep. 2024               | 10. Sep. 2024                                  |
| 7   | Folge 7         | 7화           | 16. Sep. 2024               | 16. Sep. 2024                                  |
| 8   | Folge 8         | 8화           | 17. Sep. 2024               | 17. Sep. 2024                                  |
| 9   | Folge 9         | 9화           | 23. Sep. 2024               | 23. Sep. 2024                                  |
| 10  | Folge 10        | 10화          | 24. Sep. 2024               | 24. Sep. 2024                                  |
| 11  | Folge 11        | 11화          | 30. Sep. 2024               | 30. Sep. 2024                                  |
| 12  | Folge 12        | 12화          | 1. Okt. 2024                | 1. Okt. 2024                                   |

## Spin-off
Am 3. Oktober 2024 erschien eine zweiteilige Ablegerserie zu No Gain No Love mit dem Titel Liebe mit Würze, die sich auf die Charaktere Nam Ja-yeon und Bok Gyu-hyun konzentriert, die zuvor in der Mutterserie auftraten.